# Meyer Lansky
Meyer Lansky, eredeti nevén Majer Suchowliński (Grodno, 1902. július 4. – Miami, Florida, 1983. január 15.) amerikai maffiavezér. Charles "Lucky" Lucianóval együtt alapvető szerepet játszott a gengszterszervezeteket összefogó Bizottság létrehozásában (és talán az Országos Bűnügyi Szindikátuséban is). Bár Lansky zsidó származású volt, tagadhatatlanul központi helyet töltött be az amerikai olasz maffia szervezetében és általában véve is a szervezett alvilág megszilárdításában (bár szerepét bizonyos vonatkozásokban vitatják).

## Kivándorlása és ifjúkora

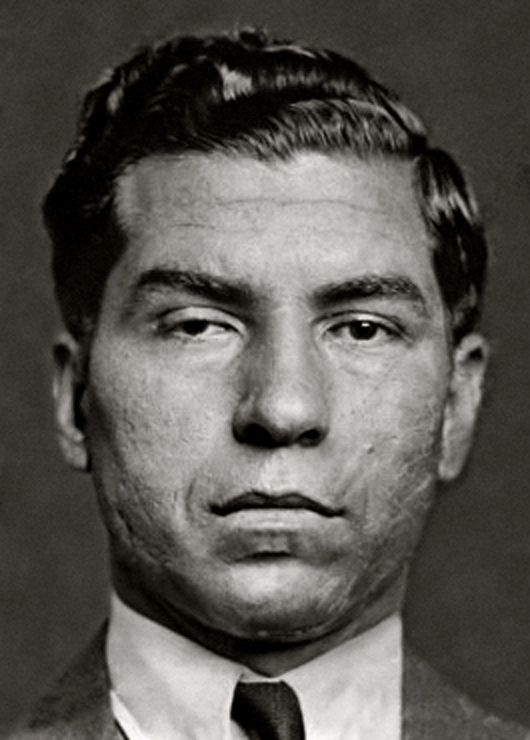
Lucky Luciano

Lansky az oroszországi Grodnóban született (ma Fehéroroszország), zsidó szülők gyermekeként. Apja Max Suchowliński, anyja Yetta Lansky volt (tehát felnőttként anyja családi nevét használta). 1911-ben a család az Amerikai Egyesült Államokba vándorolt ki és New York Manhattan városrészében telepedett le, a Lower East Side-on (Manhattan délkeleti része).
Lansky állítólag iskolásfiúként találkozott Lucky Lucianóval, aki pénzt követelt tőle, a kisebb fiú ezt bátran visszautasította, ami annyira tetszett Lucianónak, hogy ettől fogva egész életükre barátok lettek.
Lansky tizenévesként találkozott Bugsy Siegellel, akivel szintén szoros barátságot kötött. Lansky a későbbiekben kulcsszerepet játszott Luciano felemelkedésében azzal, hogy 1931-ben megszervezte Salvatore Maranzano maffiavezér meggyilkolását. Ifjúkorukban Siegel többször megmentette Lansky életét, amiért Lansky egész életében hálás maradt. Ők ketten nagyon hatékonyan irányították a hírhedt Lower East Side-i Bug és Meyer banda tevékenységét annak ellenére, hogy ez a társaság az szesztilalom legerőszakosabb gengjei közé tartozott.

## A szerencsejáték üzlet
1936-ra Lansky jelentős pozíciókat épített ki a szerencsejáték üzletben, Floridában, New Orleansban és Kubában. Ebben az időben került társa, Luciano börtönbe. A kaszinók alkalmasak voltak a maffia pénzeinek tisztára mosására. Állítólag az ő nevéhez fűződik, hogy a maffiacsoportok „szabad városnak” nyilvánították Miamit, ami annyit jelenlt, hogy a városra nem alkalmazták a máshol a maffiacsoportokra jellemző szigorú területi felosztást.
Később Lansky elérte, hogy a maffia Siegelt állítsa a Las Vegas-i ügyletek élére. Maga Lansky Flamingo Hotel projektjébe fektette a pénzét.
Miután 1931-ben Al Caponét a hatóságoknak adóelkerülés vádjával sikerült elítéltetniük, Lansky is tudatára ébredt, hogy ez neki is az érzékeny oldala lehet. Ezért a növekvő kaszinóbirodalom feketepénzeit Európába vitte, és miután 1934-ben a svájci banktörvény ezt lehetővé tette, a pénzt számozott bankszámlára helyezte. Lucy Komisar tényfeltáró újságíró szerint később Lansky még egy offshore bankot is vásárolt Svájcban, amelyet shell és holding cégek hálózatán keresztül pénzmosásra használt.

## Lansky és a háború
Az 1930-as években Lansky és bűnszervezete kilépett a „normál” üzletmenetből és náci szimpatizánsok gyűléseit verték szét. Maga Lansky így emlékezett vissza arra, hogyan esett neki 14 társával egy náci gyűlésnek Yorkville-ben, Manhattan németek lakta részében:
„A színpadot szvasztika és Hitler képe díszítette. A szónokok locsogni kezdtek. Csak tizenöten voltunk, de akcióba lendültünk. Párjukat az ablakon dobtuk ki… A legtöbb náci pánikba esett és kirohant. Mi utánuk és elláttuk bajukat… Meg akartuk mutatni nekik, hogy a zsidók nem mindig dőlnek hátra, elfogadva a sértéseket.”
Lansky a második világháború idején a Tengerészeti Hírszerző Iroda Alvilág-operációjának fő segítője volt. Ebben a kormány bűnözők segítségével kutatta fel a német kémeket és szabotőröket.

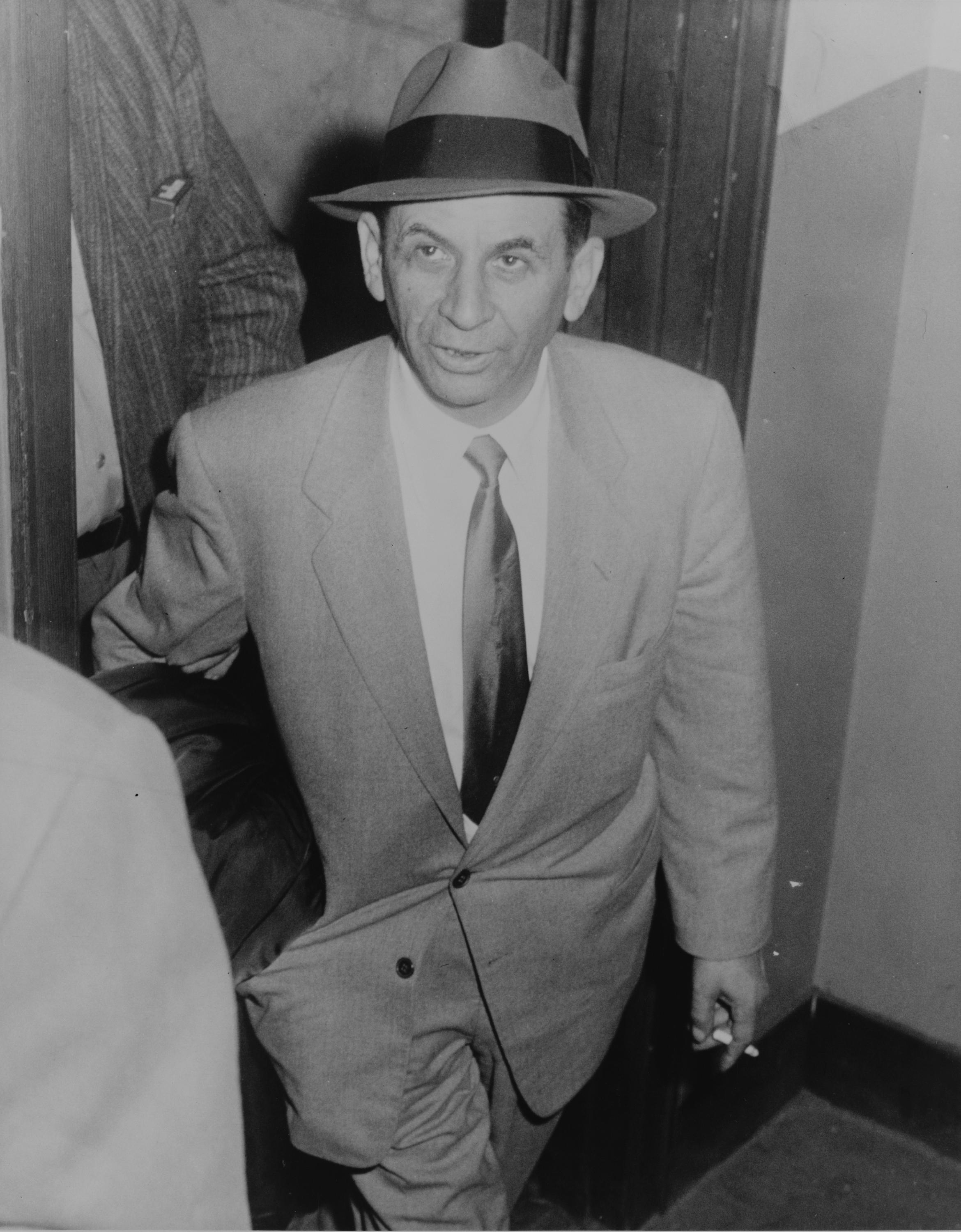
Meyer Lansky 1958

## Siegel és a Flamingo
Az 1940-es években Lansky barátja és szövetségese, Bugsy Siegel rávette a maffiavezéreket, köztük Lanskyt, hogy forgassanak be jelentős pénzeket Las Vegasban a Flamingo kaszinó és hotel létrehozásába. A hotel jelentős idő- és költségtúllépés után még mindig nem üzemelt, a maffia-befektetők ezért titkos gyűlést hívtak össze, amely havannai konferencia néven híresült el. A kubai találkozón többen Siegel vérét kívánták, de Lansky meggyőzte őket, hogy barátja kapjon még egy esélyt. Ennek ellenére a projekt veszteséges maradt, ezért újabb ülést hívtak össze. Siegel szerencséjére azonban az ülés idejére a kaszinó már némi profitot kezdett el termelni, így Lansky és Luciano támogatásával Siegel újabb időt nyert.
A kaszinó szerencséje azonban nem tartott sokáig, újra veszteséges lett és egy harmadik találkozón a megalázott főnökök Siegel kivégzését határozták el. Elterjedt nézet, hogy végül magát Lanskyt, aki túl közel állt Siegelhez, szintén kényszerítették, hogy adja hozzájárulását Siegel likvidálásához.
1947. június 20-án Bugsy Siegelt a kaliforniai Beverly Hillsben lelőtték. Húsz perccel később Lansky emberei, köztük Gus Greenbaum és Moe Sedway besétáltak a Flamingó Hotelbe és átvették az irányítást. Az FBI szerint a következő húsz évben Lanskynek jelentős érdekeltsége maradt a Flamingóban.
Az események egyben azt is jelentették, hogy a maffia hatalmi központja a new york-i főnököktől a chicagóiak kezébe csúszott át. Lansky súlya sokkal kisebb lett, mint a korábbi években, de állítólag segítette és tanácsokkal látta el Tony Accardót hogy Chicago legerősebb gengszterfőnökévé váljék.

## Lansky Kubában
A második világháború után Lansky szövetségesét, Lucky Lucianót kiengedték a börtönből, azzal a feltétellel, hogy visszaköltözik Szicíliába Luciano azonban ehelyett titokban Kubába utazott, hogy onnan mozgassa az amerikai maffia szálait. Fulgencio Batista tábornok, Kuba elnöke jóváhagyásával Luciano helyben egy sor kaszinót működtetett. Ahogy kubai vállalkozásainak jövedelme nőtt és a szerencsejáték üzlet felvirágzott, úgy jött meg egyre inkább Lansky kedve is, hogy befektessen. Nagy összeget költött a Havana Riviera hotel projektre.
1959-ben azonban Fidel Castro színre lépése és a kubai forradalom egy csapásra megváltoztatta a maffia kubai befektetéseinek kilátásait. Az új kubai elnök, Manuel Urrutia Lleó bezárta, illetve államosította a kaszinókat és szállodákat. Lansky a Bahamákra távozott. Mivel a hatóságok Miamiban is lecsaptak a kaszinókra, Lansky egyre inkább las vegasi jövedelmeire szorult.

## Utolsó évei
Utolsó éveiben Lansky, kívülálló szemszögéből nézve, szürke, ismétlődő napi cselekedetekből álló életet élt Miami Beach-ben, megnehezítve a Szövetségi Nyomozóiroda (FBI) életét. Átlagos nagyapának öltözött, minden reggel kutyát sétáltatott, egyszóval egy ártalmatlan nyugdíjas inkognitójába bújt. Társai rendszerint bevásárló központokban, sétálóutcákon és egyéb zsúfolt helyeken találkoztak vele. Majdnem minden nap váltogatott sofőrökkel autózott körbe a városban, hogy más és más fizetős telefonokat használhasson. Lansky olyan ravasz és megfoghatatlan volt, hogy az 1970-es évek közepére az FBI lényegében felhagyott a megfigyelésével.

### Szökési kísérlet Izraelbe és megpróbáltatások
1970-ben Lansky szövetségi adócsalással kapcsolatos vádak elől az izraeli Herzlijába menekült. Bár az abban az országban hatályos „Visszatelepülési Törvény” a világ minden részéből érkező zsidónak szabad lehetőséget biztosít a letelepülésre, a bűnözői múlttal rendelkezők nem élhetnek vele. Két évvel Izraelbe való repülése után a hatóságok hazadeportálták az USA-ba, ahol bíróság elé kellett állnia. Ebben az ügyben a kormány tanúja egy eléggé megbízhatatlan uzsorás, Vincent Teresa, gúnynevén a „Kövér Vinnie” volt, aki egyben informátorként is dolgozott a hatóságoknak. A szövetségiek nem tudták hitelt érdemlően bebizonyítani Lansky bűnösségét, végül az esküdtszék 1974-ben felmentette őt a vádak alól.